# Edgar Boutry
Edgar-Henri Boutry (Lille, Francia, 12 de enero de 1857 - Levallois-Perret, 1 de febrero de 1938), más conocido simplemente como Edgar Boutry, fue un escultor francés.

## Biografía
Alumno de Albert Darcq en las escuelas académicas de Lille, a continuación tuvo de maestro a Jules Cavelier en la Ecole des Beaux-Arts en París, Edgar Boutry ganó el segundo premio de Roma en 1885 y el Premio de Roma en 1887. Sucedió a Albert Darcq en su cargo en las academias lillolienses.
Edgar Boutry hizo numerosas estatuas públicas en Lille y generalmente por el norte de Francia. Es autor de tres paneles del monumento a los caídos en la ciudad de Lille (1927), frente al Palacio Rihour, el monumento en recuerdo a las víctimas de la explosión del «depósito de municiones de dieciocho puentes» (1929 ), en el distrito de Moulins, y de las estatuas de Léon Trulin (1934), en la calle León Trulin, de Jeanne Maillotte (1935), en la Avenue du Peuple Belge, y del mariscal Ferdinand Foch (1936), en la Plaza Foch.

## Galería

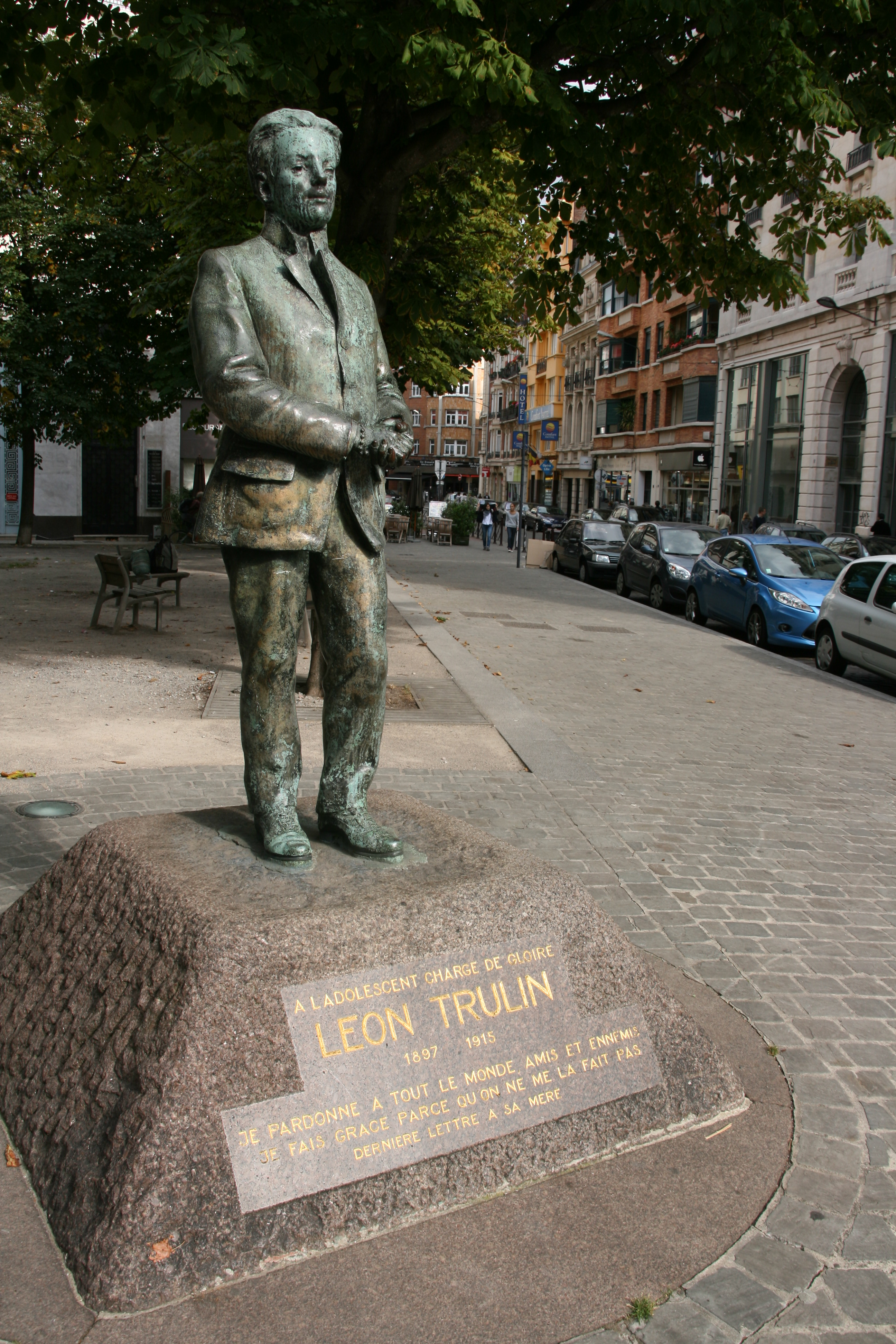
Estatua de Léon Trulin.
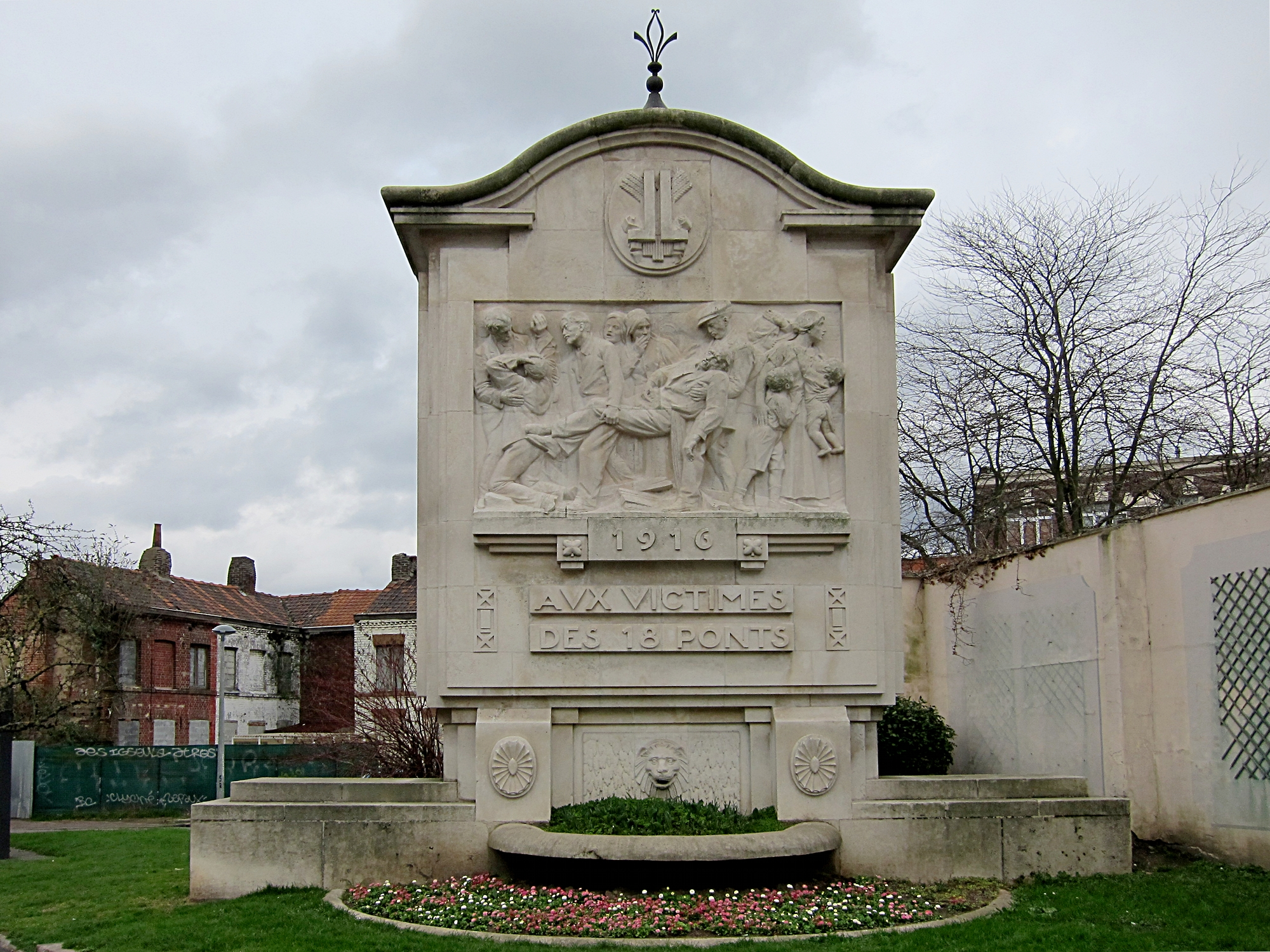
Monumento de los dieciocho puentes.
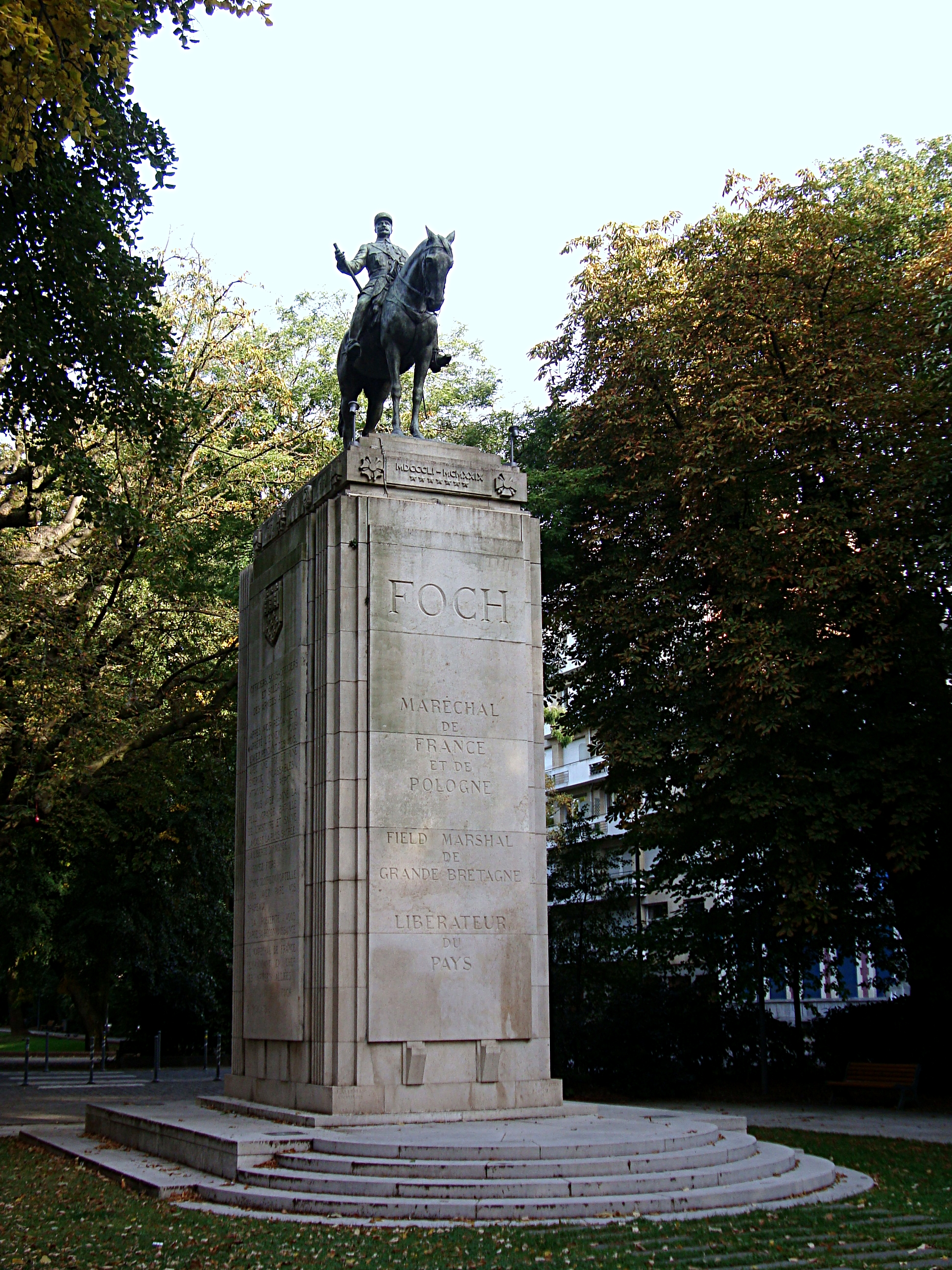
Monumento al mariscal Ferdinand Foch.